# Vladimir Bakarić

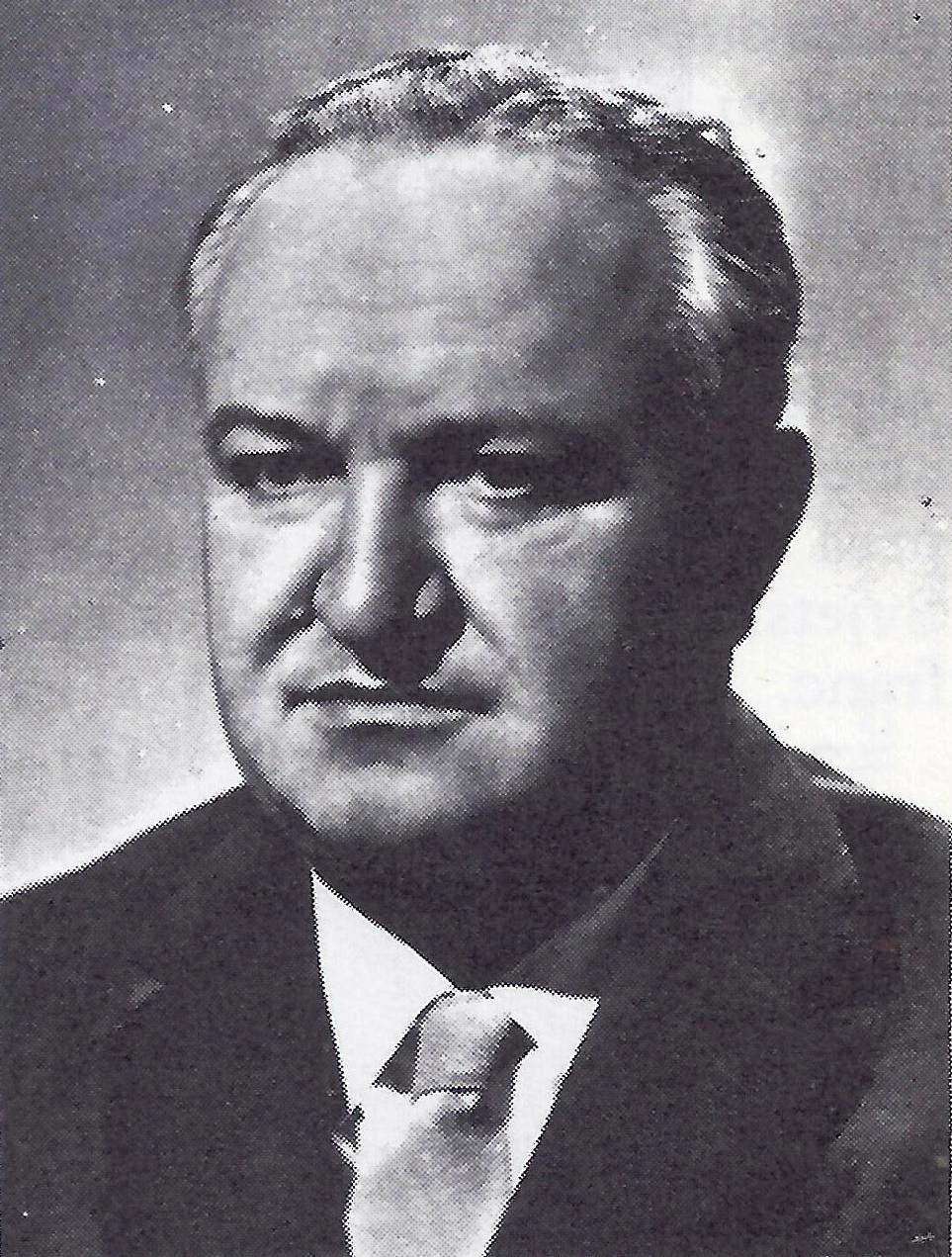
Vladimir Bakarić (1966)

Vladimir Bakarić (serbisch-kyrillisch Владимир Бакарић; * 8. März 1912 in Velika Gorica; † 16. Januar 1983 in Zagreb) war ein Politiker in der Sozialistischen Föderativen Republik Jugoslawien.

## Leben
Vladimir Bakarić war während seines Studiums der Rechtswissenschaften an der Universität Zagreb in den 1930er Jahren kommunistischer Studentenführer; er promovierte 1937. Nach der Besetzung Jugoslawiens durch die deutsche Wehrmacht gehörte er zu den Organisatoren der Jugoslawischen Volksbefreiungsarmee. Dort war er als politischer Kommissar tätig, auf der zweiten Sitzung des AVNOJ im November 1943 in Jajce wurde er zum Mitglied des Nationalbefreiungskomitees ernannt. Er galt als enger Vertrauter des Präsidenten Josip Broz Tito und wurde 1948 Mitglied des Zentralkomitees des Bund der Kommunisten Jugoslawiens (BdKJ). Als Nachfolger des gestürzten Andrija Hebrang wurde er 1948 kroatischer Parteichef.
Er gehörte gemeinsam mit Edvard Kardelj, mit dem er befreundet war, zum liberalen Flügel der Partei. Im Februar 1948 waren beide beim sowjetischen Staatschef Josef Stalin, im Juni 1948 kam es zum Bruch zwischen der Sowjetunion und Jugoslawien, dessen Führung auf einem eigenständigen Weg beharrte und den Stalinismus ablehnte. Bakarić beendete daraufhin in Kroatien die Zwangskollektivierung der Landwirtschaft.
Er war einer der Initiatoren der Wirtschaftsreform von 1964/65. 1966 war Bakarić an der Entmachtung des jugoslawischen Innenministers Aleksandar Ranković beteiligt, der stalinistische und serbisch-nationalistische Tendenzen hatte. Während der kroatischen Massenbewegung (sog. Kroatischer Frühling) nahm er eine zwischen Zentralisten und kroatischen Nationalisten ausgleichende Haltung ein.

## Ehrungen
- 1967: Großes Goldenes Ehrenzeichen am Bande für Verdienste um die Republik Österreich[1]
- 1976: Großkreuz des Ordens des Infanten Dom Henrique
- Nach seinem Tod wurde die Universität Rijeka nach Vladimir Bakarić benannt (bis Anfang der 1990er Jahre).

## Werke
- Socijalisticki samoupravni sistem i drustvena reprodukcija; deutsche Übersetzung: Die theoretischen Grundlagen der gesellschaftlichen Reproduktion im Sozialismus, 1975
- Die Fortführung der Politik Titos ist unsere einzige Alternative, in: Sozialistische Theorie und Praxis, Mai 1980, S. 11–27